# David Ferreiro
David Ferreiro Quiroga (Baños de Molgas, Orense, Galicia, España, 1 de abril de 1988) es un futbolista español. Juega como centrocampista en el C. D. Arenteiro de la Primera Federación.

## Trayectoria
Debutó en 2007 con el club de su tierra el Club Deportivo Ourense, el cual le brindó la oportunidad de crecer como futbolista. Posteriormente, en 2008 se trasladó a Murcia para jugar en el Club Atlético Ciudad de Lorquí.
Las próximas dos temporadas jugó con el Zamora Club de Fútbol. Después de estas, en julio de 2011 fichó por el Granada Club de Fútbol que lo cedió al Cádiz Club de Fútbol, donde disputó 39 partidos y anotó 8 goles en el grupo IV de la Segunda División B española.
En julio de 2012 se hizo oficial su fichaje, en calidad de cedido, por el Real Racing Club de Santander de la Segunda División. En verano de 2013 el Granada Club de Fútbol lo cedió al Hércules Club de Fútbol.
El 20 de junio de 2016 abandonó el Club Deportivo Lugo para firmar con la S. D. Huesca hasta 2018. En este equipo estuvo seis años en los que jugó más de 200 partidos y logró dos ascensos a la Primera División, marchándose el 3 de julio de 2022 al rescindir su contrato.
El día después de haberse ido del conjunto oscense firmó con el F. C. Cartagena de la Segunda División por dos temporadas. A mediados de la segunda llegó a un acuerdo para su desvinculación y fichó por el Málaga C. F. En los meses que estuvo en este equipo ayudó a lograr el ascenso a Segunda División y, una vez expiró su contrato, en julio de 2024 fichó por el C. D. Arenteiro.

## Clubes
| Club                       | País   | Año           |
| -------------------------- | ------ | ------------- |
| C. D. Ourense              | España | 2007-2008     |
| C. F. Atlético Ciudad      | España | 2008-2009     |
| Zamora C. F.               | España | 2009-2011     |
| Cádiz C. F.                | España | 2011-2012     |
| Racing de Santander        | España | 2012-2013     |
| Hércules de Alicante C. F. | España | 2013-2014     |
| C. D. Lugo                 | España | 2014-2016     |
| S. D. Huesca               | España | 2016-2022     |
| F. C. Cartagena            | España | 2022-2024     |
| Málaga C. F.               | España | 2024          |
| C. D. Arenteiro            | España | 2024-presente |